# كريستوفر إم. فيرو
كريستوفر إم. فيرو هو سياسي أمريكي، ولد في 22 فبراير 1980. نشط حزبياً في الحزب الديمقراطي. وقد انتخب عضو مجلس نواب رود آيلاند ‏.